# Schloßplatz (Berlín)

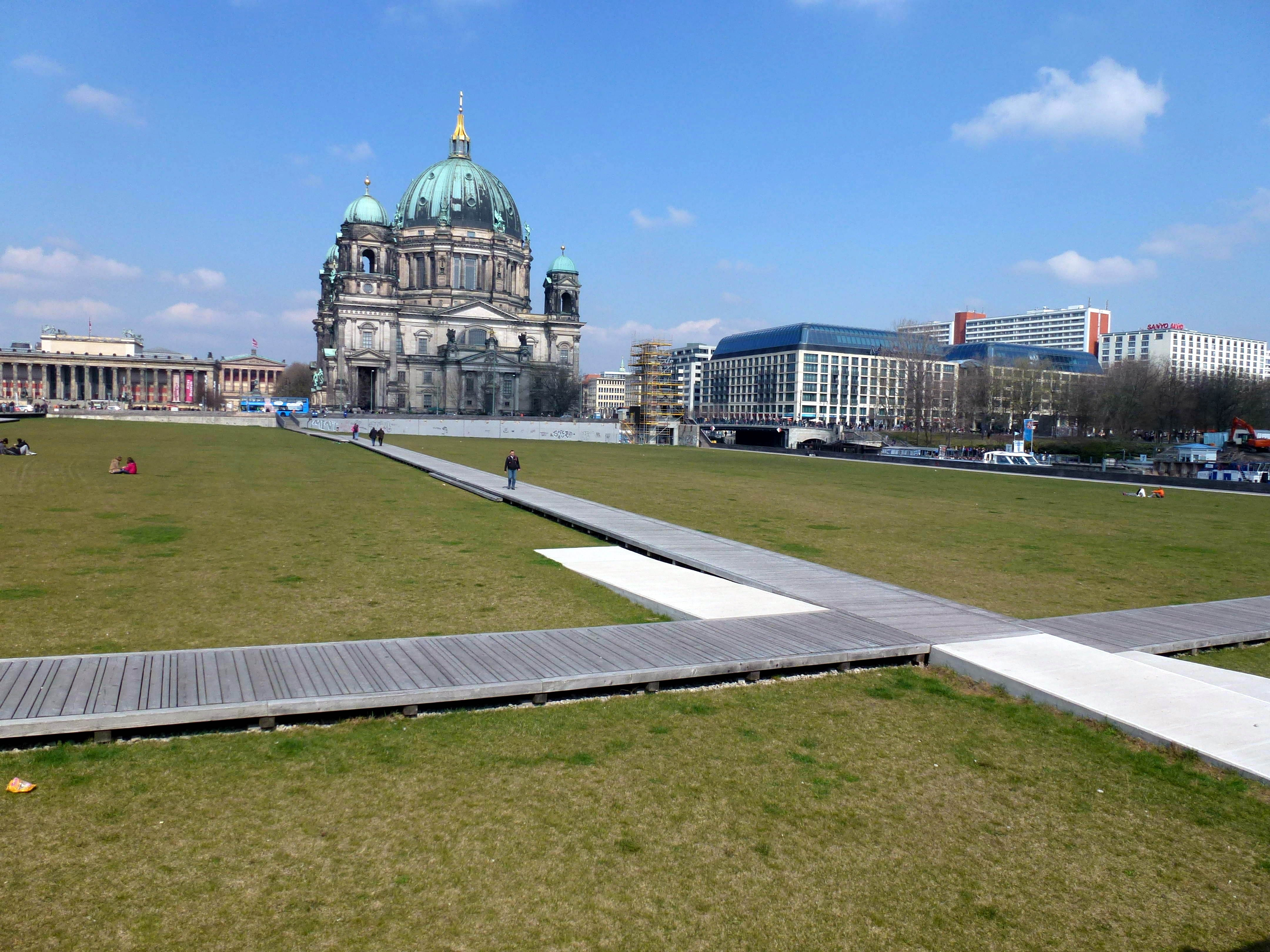
La Schloßplatz en 2012.

Schloßplatz (en alemán, "Plaza del Palacio" o "Plaza del Castillo") es un nombre común de plazas de ciudades de habla alemana, como Berlín, Frankfurt am Main, Stuttgart, Dresde o Wiesbaden. Entre 1951 y 1990, durante el periodo comunista, se conoció como Marx-Engels-Platz (Plaza Marx-Engels). Tras la caída del comunismo y la reunificación alemana, en 1990, recuperó su nombre histórico, Schloßplatz.
Especialmente notable es la Schloßplatz de la Isla de los Museos (Museumsinsel) de Berlín. Mide 225 por 175 metros, con su lado largo orientado en dirección sudoeste-noreste. En su esquina oeste está el Schloßbrücke ("Puente del Palacio"), desde que empieza la avenida Unter den Linden, y que conduce hasta la Puerta de Brandenburgo. En esa misma esquina empieza también la Karl-Liebknecht-Straße, que bordea la plaza por el noreste y continúa hasta Alexanderplatz.

## Historia

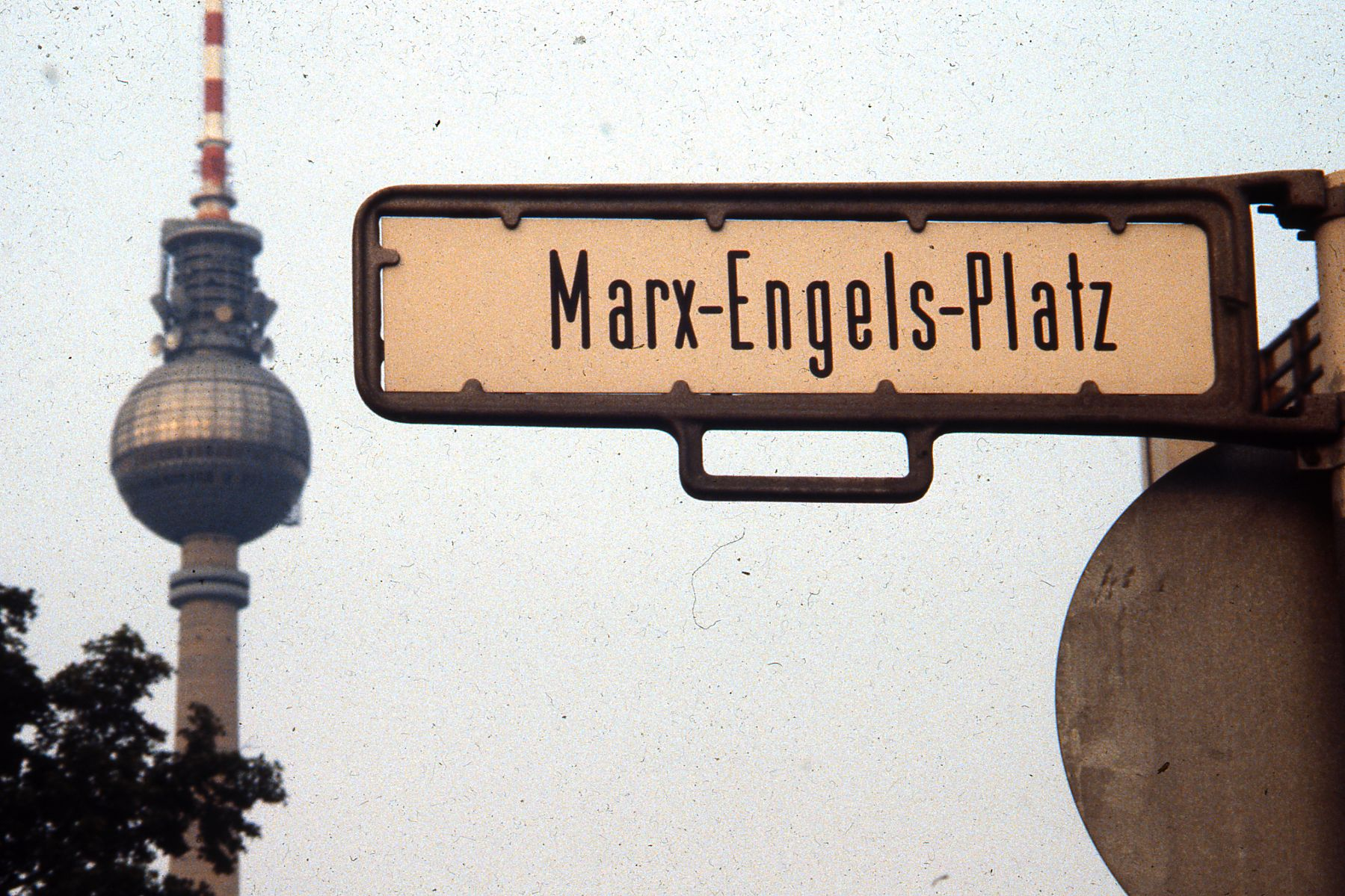
Letrero de Marx-Engels-Platz en Berlín Oriental, con la Torre de telecomunicaciones de Berlín al fondo.

En esta plaza se situaba el Palacio Real de Berlín. Desde 1949 hasta 1990 la plaza formaba parte de Berlín Oriental, capital de Alemania del Este. En 1950 se demolieron los restos del palacio, gravemente dañado tras la Segunda Guerra Mundial, y en 1951 la plaza se renombró Marx-Engels-Platz (Plaza Marx-Engels) en honor a Karl Marx y Friedrich Engels. Se construyeron en ella nuevos edificios, como el Palast der Republik, el edificio del Consejo de Estado y el edificio del Ministerio de Asuntos Exteriores. El edificio del Consejo de Estado contenía un balcón del antiguo palacio, desde el que Karl Liebknecht proclamó la república socialista el 9 de noviembre de 1918.
Tras la reunificación alemana de 1990, en 1994 se restauró el nombre Schloßplatz.

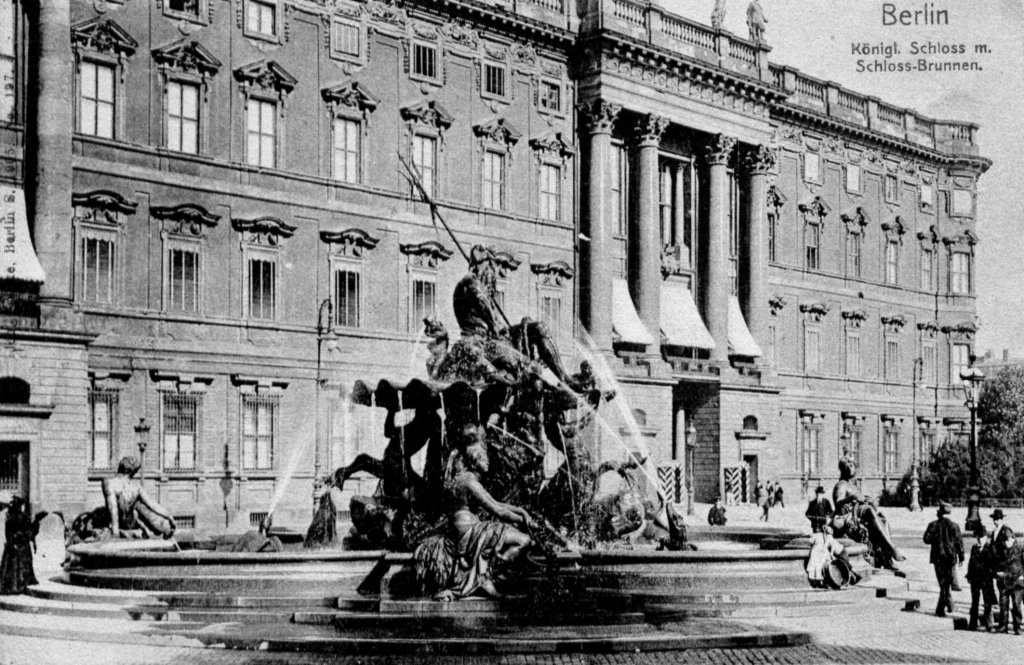
Schloßplatz con el Palacio Real en torno a 1905. En primer plano, la Fuente de Neptuno

A principios del siglo XXI, el parlamento alemán decidió reconstruir el Palacio Real en Schloßplatz. Este nuevo edificio tendrá el mismo aspecto exterior que el antiguo palacio prusiano, pero su interior contendrá un moderno centro de conferencias y espacios para la Universidad Humboldt.
Originalmente, se planeó demoler el Palast der Republik en 2005 o 2006, pero su demolición se retrasó, y durante este período de "indulto" se realizaron en él una serie de eventos de arte conceptual y performances. La demolición se completó en 2008.
En el lado oeste de Schloßplatz se construyó una sala temporal de exposiciones llamada Temporäre Kunsthalle Berlin, que albergó varias exposiciones de arte contemporáneo durante los dos años siguientes.
Aunque la construcción del Humboldtforum, nombre con el que se designó el nuevo edificio, estaba programada para comenzar en otoño de 2010, debido a recortes presupuestarios, su construcción se retrasó. La primera piedra fue colocada por el presidente Joachim Gauck en una ceremonia el 12 de junio de 2013, lo que marcó el comienzo de este proyecto de €590 millones. Cuando se complete, en 2019, el edificio albergará un museo moderno que contendrá colecciones de arte no europeo, así como dos restaurantes, un teatro, un cine y un auditorio.
En esta plaza se grabó el vídeo musical de la canción Ich will de la banda alemana Rammstein.